# Israił Arsamakow
Israił Magomiedgirejewicz Arsamakow (ros. Исраил Магомедгиреевич Арсамаков; ur. 8 lutego 1962 w Groznym) – czeczeński sztangista reprezentujący ZSRR, mistrz olimpijski i wicemistrz świata.

## Kariera
Pierwszy sukces w karierze osiągnął w 1981 roku, kiedy zdobył mistrzostwo ZSRR w wadze lekkociężkiej (do 82,5 kilogramów). Na arenie międzynarodowej pierwszy medal zdobył w 1986 roku, zajmując drugie miejsce na mistrzostwach świata w Sofii. W zawodach tych rozdzielił na podium Asena Złatewa z Bułgarii i Węgra László Barsiego. W tym samym roku był też najlepszy na mistrzostwach Europy w Karl-Marx-Stadt. Dwa lata później wystartował na igrzyskach olimpijskich w Seulu, gdzie w wadze lekkociężkiej zdobył złoty medal. Z wynikiem 377,5 kg pokonał tam Węgra Istvána Messziego i Lee Hyeong-geuna z Korei Południowej. Był to jego jedyny start olimpijski.
Ponadto zdobywał tytuły mistrza ZSRR w latach 1985 i 1988. Pobił jeden oficjalny rekord świata w rwaniu (w 1982 roku).